# Jørgen Munk Plum
Jørgen Munk Plum (* 16. Juli 1925 in Broager; † 11. April 2011 in Haderslev) war ein dänischer Leichtathlet und Tierarzt.

## Karriere
Jørgen Munk Plum trat 1948 Københavns Idræts Forening bei. Wenige Monate später stellte er mit einer Weite von 46,41 Meter einen dänischen Rekord im Diskuswurf auf und gewann den ersten seiner 13 dänischen Meistertitel im Diskuswurf. Insgesamt konnte Munk Plum den dänischen Rekord 13 Mal steigern. 1961 war er mit seinem letzten Landesrekord von 50,35 Metern der zweite Däne, der mehr als 50 Meter mit dem Diskus warf. Auch im Kugelstoßen war er erfolgreich und konnte bei den Dänischen Meisterschaften 1956 Bronze gewinnen. 
Auf internationaler Ebene bestritt Munk Plum 32 Länderkämpfe für Dänemark und nahm an den Europameisterschaften 1950 in Brüssel teil, wo er den 8. Platz mit dem Diskus belegte. Bei den Olympischen Spielen 1952 in Helsinki wurde er im Diskuswurfwettkampf Dreizehnter.